# Campionato europeo femminile di pallacanestro Under-16 Division B 2007
Il Campionato europeo femminile di pallacanestro Under-16 2007 di Division B (noto anche come FIBA U16 Women's European Championship Division B 2007) si è svolto in Italia, a Chieti.

## Classifica finale
| Pos     | Team                 |  |
| ------- | -------------------- |  |
| Oro     | Italia               |  |
| Argento | Germania             |  |
| Bronzo  | Slovenia             |  |
| 4.      | Israele              |  |
| 5.      | Finlandia            |  |
| 6.      | Bosnia ed Erzegovina |  |
| 7.      | Inghilterra          |  |
| 8.      | Paesi Bassi          |  |
| 9.      | Croazia              |  |
| 10.     | Irlanda              |  |
| 11.     | Portogallo           |  |
| 12.     | Romania              |  |
| 13.     | Bulgaria             |  |
| 14.     | Montenegro           |  |